# Defying Gravity (álbum)
Defying Gravity es el sexto álbum de estudio del guitarrista estadounidense de metal neoclásico Vinnie Moore, publicado en 2001 por Shrapnel Records. De acuerdo con la crítica sigue el estilo de The Maze, que lo posiciona entre uno de sus mejores trabajos.

## Lista de canciones
Todas las canciones escritas por Vinnie Moore.

| N.º | Título                        | Duración |  |
| 1.  | «Defying Gravity»             | 5:07     |  |
| 2.  | «Out and Beyond»              | 6:47     |  |
| 3.  | «Last Road Home»              | 4:28     |  |
| 4.  | «Alexander the Great»         | 5:07     |  |
| 5.  | «The Voice Within»            | 2:10     |  |
| 6.  | «If I Could»                  | 4:52     |  |
| 7.  | «House with a Thousand Rooms» | 5:26     |  |
| 8.  | «Awaken the Madman»           | 6:25     |  |
| 9.  | «In the Blink of an Eye»      | 5:32     |  |
| 10. | «Equinox»                     | 3:52     |  |
| 11. | «Emotion Overload»            | 5:08     |  |
| 12. | «Between Then and Now»        | 1:36     |  |

## Músicos
- Vinnie Moore: guitarra eléctrica
- David Rosenthal: teclados
- Dave LaRue: bajo
- Steve Smith: batería